# Centaures de Furietti
|                                        |  |                                        |
| Le Vieux Centaure (musées du Capitole) |  | Le Jeune Centaure (musées du Capitole) |

Les Centaures de Furietti (également connus sous les noms de Vieux Centaure et Jeune Centaure, lorsqu'ils sont traités séparément) sont une paire de sculptures en marbre gris-noir d'époque hellénistique ou romaine. L'un est un centaure mûr, barbu et âgé, avec une expression peinée, et l'autre un jeune et souriant centaure avec le bras levé. Ils sont des exemples remarquables de groupe de sculptures antiques à motifs variés.
Les humeurs contrastées étaient destinées à rappeler la vision romaine de l'âme troublée dans la douleur avec l'amour ou élevée, dans la joie, thèmes du Phèdre de Platon et de la poésie hellénistique.

## Centaures du Capitole
Les sculptures ont été trouvées ensemble à la villa d'Hadrien à Tivoli par Mgr Giuseppe Alessandro Furietti, éminent archéologue, en décembre 1736 ; elles ont fait partie de sa collection d'antiquités. Mgr Furietti refusa d'abord de les vendre au pape Benoît XIV, grand protecteur des arts, qui, vu leur importance, voulait les voir intégrer les musées du Capitole afin d'être admirées par le plus grand nombre. Ce refus coûta à Mgr Furietti le titre de cardinal ; il fut néanmoins finalement créé cardinal par le pape Clément XIII en 1759, et, après sa mort, ses héritiers acceptèrent de vendre enfin les Centaures, ainsi que les mosaïques de Furietti, aux musées du Capitole, tel que le pape le souhaitait, et où ils se trouvent toujours.
Les deux statues portent les signatures d'Aristée et Papias d'Aphrodisias, une ville d'Asie Mineure. À en juger par leur style, on date ces exemplaires de l'ère hadrienne, vers la fin du Ier ou au début du IIe siècle apr. J.-C. Ils sont généralement considérés comme des copies de bronzes hellénistiques du IIe siècle av. J.-C.

## Centaure Borghèse

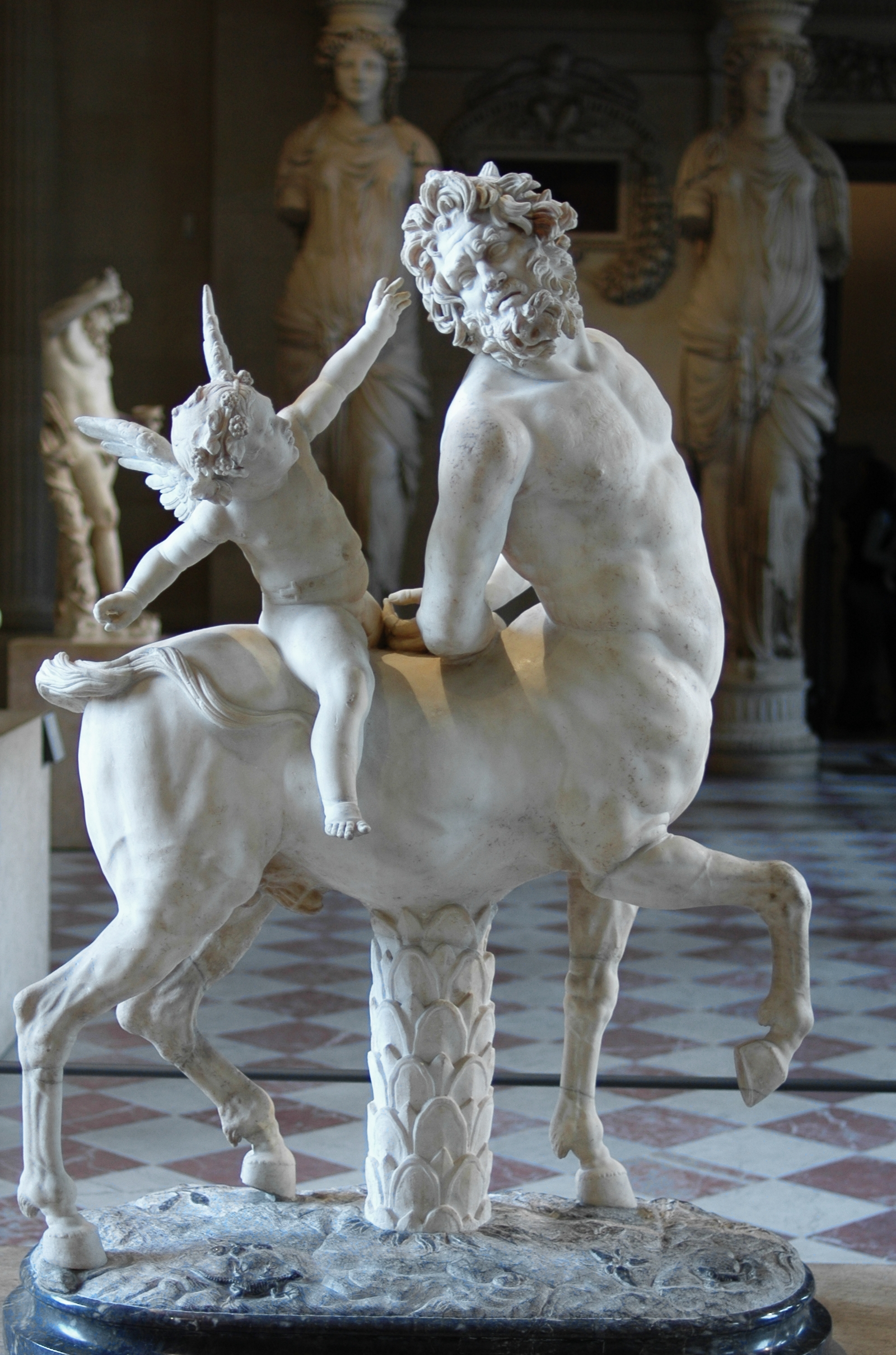
Le Vieux Centaure ou Centaure Borghèse (musée du Louvre)

Un autre exemplaire du même type que le Vieux Centaure, cette fois en marbre blanc, a été excavé à Rome au début du XVIIe siècle (ayant probablement perdu son pendant Jeune Centaure). Il entre avant 1613 dans la collection Borghese, puis est acheté au prince Camille Borghèse par Napoléon Bonaparte en 1807, et est aujourd'hui conservé au musée du Louvre. Eros se trouve sur le dos du centaure, qui n'a pas survécu sur le modèle du Capitole. Il a subi des restaurations, et la base et le support sous le centaure sont des ajouts modernes. Le bras droit du centaure est tiré tendu en arrière, montrant qu'il a ses mains étroitement liées derrière son dos, et une expression de « grimaces de douleur et de tristesse, comme l'ange qui tire la tête du centaure en arrière dans un brusque angle. ».

## Réception
Les paires étaient populaires au XVIIIe siècle, en tant qu'illustrations des centaures civilisés, patrons de l'hospitalité et de l'apprentissage, tels Chiron, plutôt que de demi-animaux bestiaux (comme ceux qui ont combattu les Lapithes). Avec leurs Érotes, ils étaient les emblèmes de la joie des amours de jeunesse par contraste avec la servitude de l'amour mature, thèmes pour lesquels des œuvres étaient fréquemment commandées. Ennio Quirino Visconti a fait remarquer à propos des attributs bachiques du centaure Borghèse du Louvre, dont l'ange est couronné des fruits de la vigne, que cela suggère que les forces en jeu sont celles de l'intoxication plutôt que de l'amour.
Des moulages des Centaures ont été recueillis à travers l'Europe — par exemple ceux du Shugborough Hall, dans le Staffordshire. Des copies complètes de taille identique ont également été produites en grand nombre : l'une, sculptée à Rome pour le comte Grimod d'Orsay, destinée à être placée sur une fontaine dans le musée en 1795, a en fait été placée à Saint-Cloud en juillet 1802, puis plus tard amenée à Versailles, le 23 mars 1872, et enfin déplacée en 1924 dans les jardins du Grand Trianon.